# فيرينك سابو
فيرينك سابو (بالمجرية: Szabó Ferenc) هو ملحن وسياسي مجري، ولد في 27 ديسمبر 1902 في بودابست في المجر، وتوفي بنفس المكان في 4 نوفمبر 1969. انتخب عضو الجمعية الوطنية المجرية.

## روابط خارجية
- فيرينتس سابو على موقع IMDb (الإنجليزية)
- فيرينتس سابو على موقع ميوزك برينز (الإنجليزية)
- فيرينتس سابو على موقع ديسكوغز (الإنجليزية)